# 4494 Marimo
4494 Marimo (1988 TK1) là một tiểu hành tinh vành đai chính được phát hiện ngày 13 tháng 10 năm 1988 bởi Seiji Ueda và Hiroshi Kaneda ở Kushiro.